# Eubabrunn

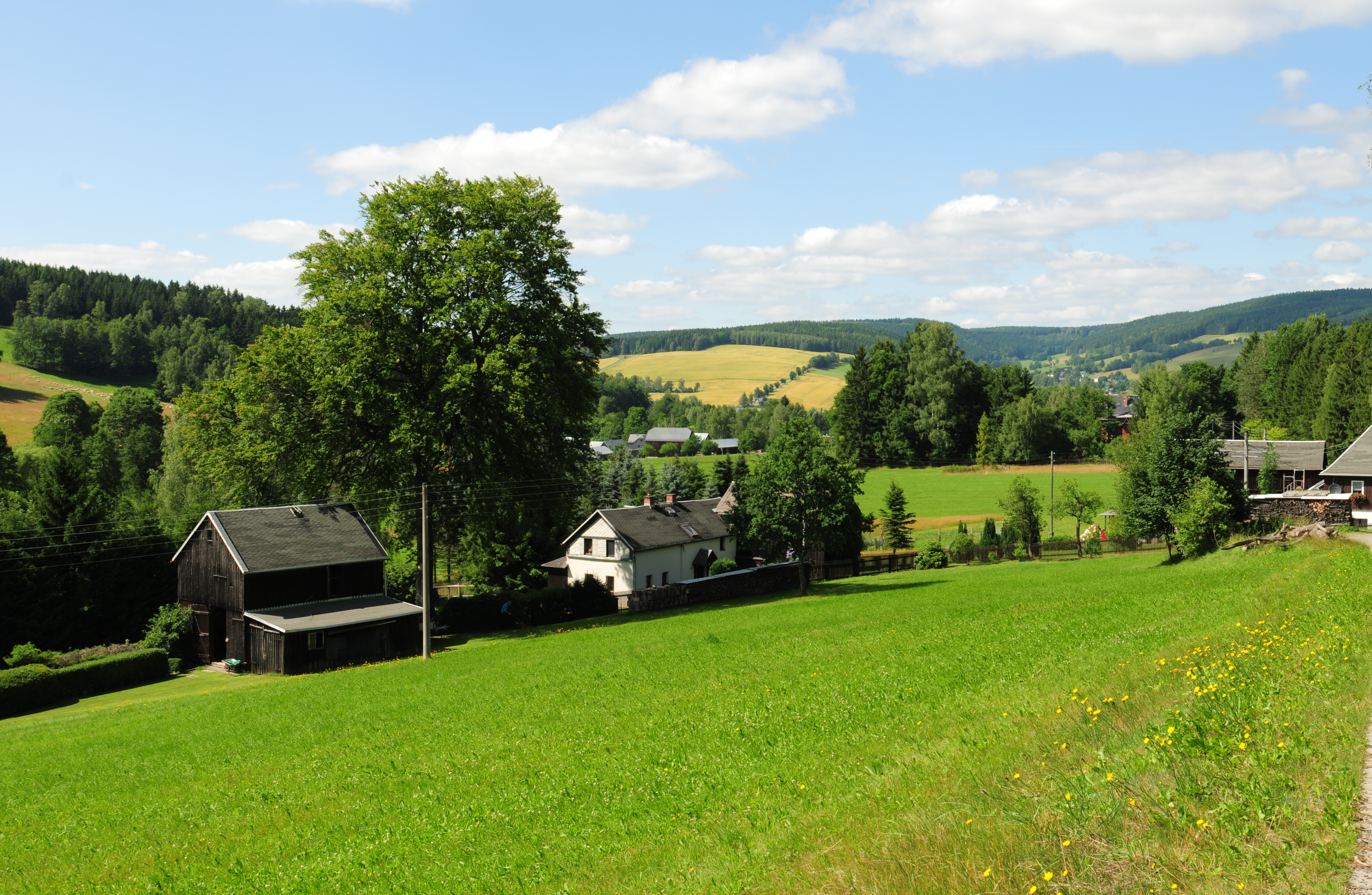
Eubabrunn, Blick von den Zollhäusern

Eubabrunn ist ein Ortsteil der Stadt Markneukirchen im Vogtlandkreis (Freistaat Sachsen). Er wurde am 1. Januar 1936 nach Erlbach eingemeindet und kam mit dieser Gemeinde am 1. Januar 2014 zur Stadt Markneukirchen.
Die hier verbreitete südvogtländisch/nordbairische Mundart unterscheidet sich von denen des restlichen Vogtlandes, da die Siedler, die sich hier ansiedelten, aus dem nordbairisch/oberpfälzer Gebiet und aus dem Egerland kamen.

## Geografie

### Lage
Eubabrunn liegt im Süden des sächsischen Teils des historischen Vogtlands bzw. Oberen Vogtlands und gehört auch bezüglich des Naturraums zum Oberen Vogtland innerhalb des Naturraums Vogtland. Im Süden und Osten grenzt der Ort an die Tschechische Republik. Östlich von Eubabrunn liegt der zum Elstergebirge gerechnete Gipfel  Vysoký kámen (Hoher Stein) (773 m ü. NN) auf tschechischem Staatsgebiet. Die im Ort entspringenden Bäche entwässern über den Schwarzbach in die Weiße Elster. Eubabrunn liegt im Naturpark Erzgebirge/Vogtland.

### Nachbarorte
| Hetzschen   | Erlbach                                     | Počátky (Ursprung)                  |
|             | Kompassrose, die auf Nachbargemeinden zeigt | Kostelní (Kirchberg), Kámen (Stein) |
| Wernitzgrün |                                             |                                     |

## Geschichte

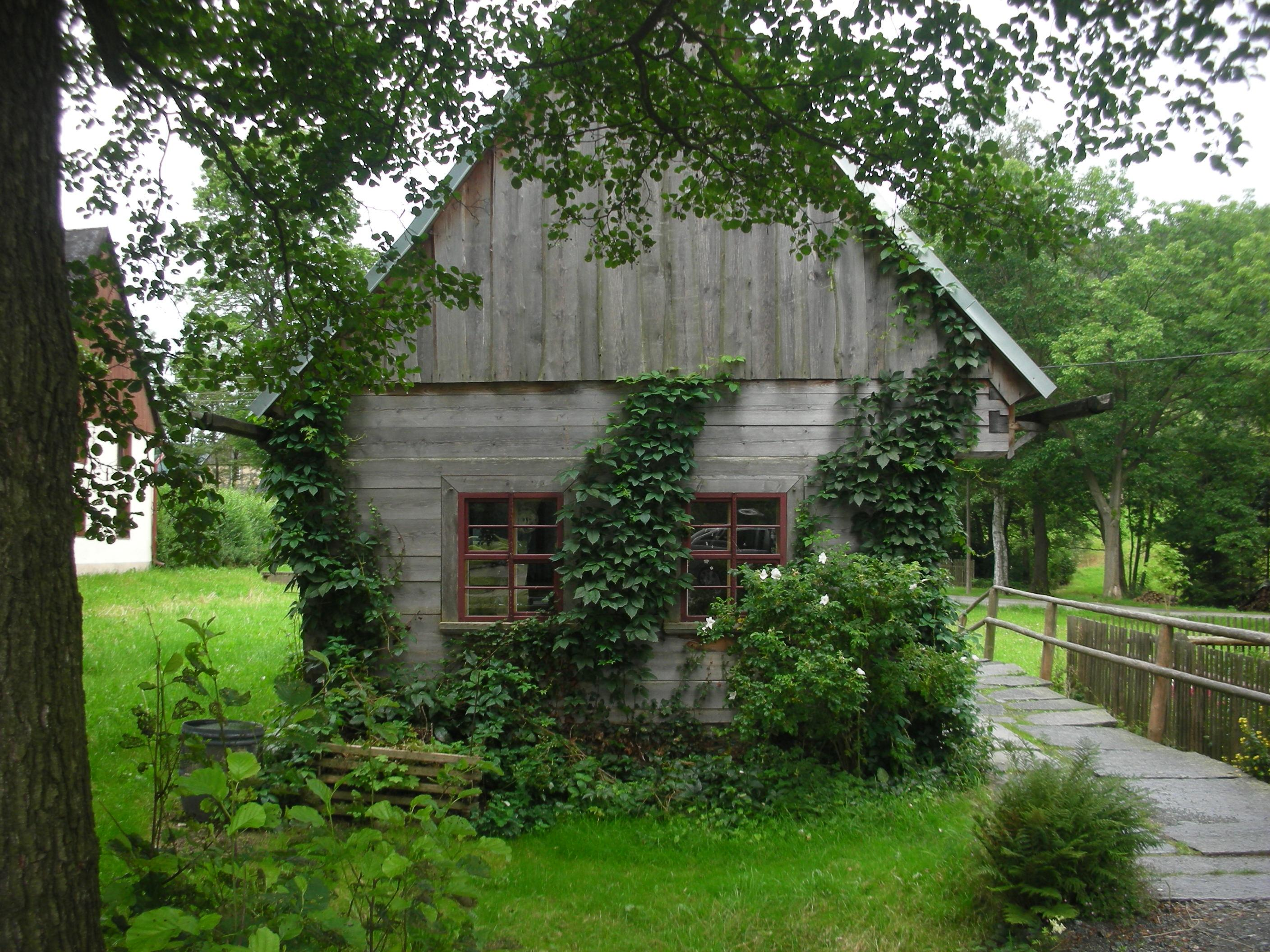
Freilichtmuseum Eubabrunn

Im Jahr 1165 findet die Lokalität erstmals eine Erwähnung. Noch nicht als Dorf, aber schon als Flur nach dem eibenreichen Quellbach, der als Ivinbůrne benannt ist. 1378 wird das Dorf als Ywenbrůn  erstmals quellenmäßig als Ort belegt. Gedeutet heißt dieser Name so viel wie „Ort am Quellbach, der mit Eiben bestanden ist“ bzw. „Der Brunnen zwischen den Eibenbäumen“. Im Zeitraum von 1378 bis 1542 war das Dorf eine Wüstung. Eine Gutsherrschaft von Erlbach hatte erst nach 1600 wieder Ansiedlungen veranlasst. Das Rittergut befand sich seitab der dörflichen Bebauung und stand als Vorwerk in Abhängigkeit des Erlbacher Gutes. Die grundherrschaftlichen Rechte lagen seit 1606 bei dem Rittergut. Im 19. Jahrhundert entstanden weitere Wirtschaftsgebäude und andere landwirtschaftliche Nebengebäude.
Das Rittergut besaß ein Vorwerk in Wernitzgrün.
Seit dem 17. Jahrhundert wurde das Dorf auch von den Einflüssen des Musikinstrumentenbaus geprägt, der durch böhmische Exulanten, d. h. Glaubensflüchtlinge, mitgebracht wurde und der Gegend um Markneukirchen den Namen „Musikwinkel“ einbrachte. Eubabrunn gehörte bis 1856 zum kursächsischen bzw. königlich-sächsischen Amt Voigtsberg. Nach 1856 gehörte der Ort zum Gerichtsamt Markneukirchen und ab 1875 zur Amtshauptmannschaft Oelsnitz.
Am 1. Juni 1936 wurde Eubabrunn nach Erlbach eingemeindet. Durch die zweite Kreisreform in der DDR kam Eubabrunn als Ortsteil der Gemeinde Erlbach im Jahr 1952 zum Kreis Klingenthal im Bezirk Chemnitz (1953 in Bezirk Karl-Marx-Stadt umbenannt), der im Jahr 1990 als sächsischer Landkreis Klingenthal fortgeführt wurde und 1996 im Vogtlandkreis aufging. Mit der Eingliederung der Gemeinde Erlbach in die Stadt Markneukirchen wurde Eubabrunn am 1. Januar 2014 ein Ortsteil von Markneukirchen.
Bis 2022 trug Eubabrunn den Titel „staatlich anerkannter Kurort“ (Luftkurort).

### Entwicklung der Einwohnerzahl
| Jahr | Einwohnerzahl |
| ---- | ------------- |
| 1793 | 19 Häusler    |
| 1834 | 129           |
| 1871 | 211           |

| Jahr | Einwohnerzahl |
| ---- | ------------- |
| 1890 | 227           |
| 1910 | 172           |
| 1925 | 176           |

## Öffentlicher Nahverkehr
Der Ort ist mit der StadtBus-Linie 31 des Verkehrsverbunds Vogtland an Markneukirchen angebunden. Dort besteht Anschluss zur PlusBus-Linie 30 nach Adorf und Bad Elster.

## Sehenswürdigkeiten
- Vogtländisches Freilichtmuseum Eubabrunn mit original eingerichteten Häusern aus verschiedenen historischen Zeitabschnitten.